# Hovamyia suffuscipes
Hovamyia suffuscipes är en tvåvingeart som beskrevs av Alexander 1951. Hovamyia suffuscipes ingår i släktet Hovamyia och familjen småharkrankar.
Artens utbredningsområde är Madagaskar. Inga underarter finns listade i Catalogue of Life.